# Henri Vielle

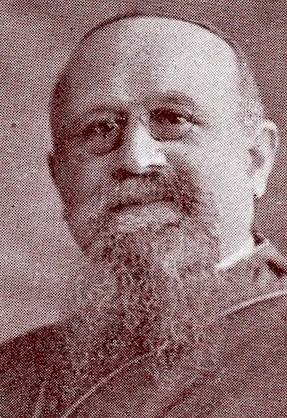
Bischof Henri Vielle OFM

Henri Vielle OFM (* 15. Juni 1867 in Léguevin; Kaiserreich Frankreich; † 7. Mai 1946 in Rabat, Französisch-Marokko) war ein französischer Ordensgeistlicher und römisch-katholischer Apostolischer Vikar von Rabat.

## Leben
Henri Vielle empfing am 28. Mai 1891 das Sakrament der Priesterweihe für die Ordensgemeinschaft der Franziskaner.
Am 8. Juni 1927 wurde er zum Titularbischof von Halmiros und zum Apostolischen Vikar von Rabat ernannt. Die Bischofsweihe spendete ihm am 25. Juli desselben Jahres der Weihbischof in Toulouse, Jean Raynaud; Mitkonsekratoren waren der Bischof von Pamiers, Pierre Marceillac, und der Bischof von Rodez, Charles Challiol.
Bischof Henri Vielle blieb bis zu seinem Tod am 7. Mai 1946 als Apostolischer Vikar im Amt.